# Вармердам, Алекс ван
Алекс ван Вармердам (нидерл. Alex van Warmerdam, родился 14 августа 1952 года в Харлеме, Нидерланды) — нидерландский кинорежиссёр, актёр, сценарист, продюсер и композитор. Был автором сценария и актёром практически во всех своих фильмах. Также он исполняет роли в большинстве своих фильмов и, как правило, главных героев. Лауреат премии ФИПРЕССИ Венецианского кинофестиваля 1996 года.

## Биография
Алекс ван Вармердам был одним из основателей театральной труппы Hauser Orkater, которая позднее стала музыкально-театральной группой. В 1980 году Алекс ван Вармердам вместе со своим братом Марком основал театральную труппу De Mexicaanse Hond (с нидерл. — ««Мексиканский пес»»). С этим названием театр выступает с 1989 года.
Ван Вармердам поставил свой первый фильм «Абель» (Abel) в 1986 г, в котором исполнил главную роль. Также он сыграл и в большинстве других своих фильмов, в основном это были главные роли.
Алекс ван Вармердам женат на голландской актрисе Аннет Мальэрб, которая также снялась в большинстве фильмов режиссёра. Их сын Меес (Mees) — музыкант, который исполняет музыку на различных спектаклях театральной труппы De Mexicaanse Hond.

## Фильмография
- 1986 — Авель / Abel
- 1992 — Северяне / De Noorderlingen
- 1996 — Платье / De Jurk
- 1998 — Маленький Тони / Kleine Teun
- 2003 — Новые сказки братьев Гримм / Grimm
- 2006 — Официант / Ober
- 2009 — Последние дни Эммы Бланк / De laatste dagen van Emma Blank
- 2013 — Боргман / Borgman
- 2015 — Шнайдер против Бакса / Schneider vs. Bax
- 2021 — № 10[3]